# ホアルー市
ホアルー市（ベトナム語：Thành phố Hoa Lư / 城庯華閭?）は、ベトナム北部の紅河デルタ地帯に位置するニンビン省の省都。人口は319,125人（2023年）、面積は150.24 平方キロメートル。
2024年まではニンビン市と呼ばれていた。

## 行政区画
以下の12坊8社を管轄する。
- ビックダオ坊（Bích Đào / 碧桃）
- ドンタイン坊（Đông Thành / 東城）
- ナムビン坊（Nam Bình / 南平）
- ナムタイン坊（Nam Thành / 南城）
- ニンザン坊（Ninh Giang / 寧江）
- ニンカイン坊（Ninh Khánh / 寧慶）
- ニンミー坊（Ninh Mỹ / 寧美）
- ニンフォン坊（Ninh Phong / 寧豊）
- ニンフック坊（Ninh Phúc / 寧福）
- ニンソン坊（Ninh Sơn / 寧山）
- タンタイン坊（Tân Thành / 新城）
- ヴァンザン坊（Vân Giang / 雲江）
- ニンアン社（Ninh An / 寧安）
- ニンハイ社（Ninh Hải / 寧海）
- ニンホア社（Ninh Hòa / 寧和）
- ニンカン社（Ninh Khang / 寧康）
- ニンニャット社（Ninh Nhất / 寧一）
- ニンティエン社（Ninh Tiến / 寧進）
- ニンヴァン社（Ninh Vân / 寧雲）
- チュオンイエン社（Trường Yên / 長安）

## 観光
- チャンアンの景観関連遺産
- 古都ホアルー

## 交通
- 国道1A号線
- 南北線ニンビン駅